# Erre (rivière)
L'Erre est un cours d’eau du nord-ouest de la France, qui coule dans les départements de l'Orne et d'Eure-et-Loir. C'est un affluent en rive droite de l'Huisne, elle-même sous-affluent de la Loire par la Sarthe et la Maine.

## Parcours

### Département de l'Orne
- Perche en Nocé (source) ;
- Val-au-Perche ;
- Saint-Hilaire-sur-Erre.

### Département d'Eure-et-Loir
- Nogent-le-Rotrou.